# Can Seix
Can Seix és una masia del municipi de Pallejà (Baix Llobregat) inclosa en l'Inventari del Patrimoni Arquitectònic de Catalunya.

## Descripció
És una masia de grans proporcions, envoltada per un jardí particular. La façana és de línies abarrocades, amb diferents mides d'obertures. La façana està coronada per un rellotge de sol, balcons de ferro forjat i porta de mig punt, de pedra roja. El vestíbul està cobert amb volta catalana. El pati central té una escala coberta amb una claraboia de vitralls de colors. Té un celler amb arcs ogivals, amb una premsa de vi del 1776. Al sostre hi ha cassetons de guix amb diversos motius decoratius. Al primer pis hi ha una llar de foc amb un escon de fusta tallada d'estil modernista.

## Història
Hi ha indicis que quan era masia tenia una part fortificada. Està documentada el 1601.